# III. Björn svéd király
III. Björn Eriksson vagy Öreg Björn (svédül: Björn den Gamle), (867 – 932) svéd király, 882-től haláláig. IV. Erik fia volt.

## Élete
A legelső svéd királyok életéről szinte semmit nem lehet tudni, ez alól Björn sem kivétel. A Heimskringla szerint III. Erik Emundson svéd király (? - kb. 880/85) fia volt és ötven évig uralkodott Svédország felett.
A Hervarar saga így ír Björnről:

Az uppsalai Eriknek [IV. Erik] volt egy fia, Björn, aki apja halála után foglalta el a trónt és ötven évig uralkodott. Björn fiai Győztes Erik és Olaf örökölték a királyságot apjuk halála után. Olaf fia volt Styrbjörn, az erős.

Harald sagája alapján ismert, hogy ötven évig uralkodott:

Nyugtalanság uralkodott Gautland vidékén, amíg Erik Emundson volt a király, de meghalt, amikor [már] Harald tíz éve volt Norvégia királya. Erik után fia, Björn ötven évig uralkodott. Ő volt Győztes Erik és Olaf apja, utóbbi Styrbjörn, az erős apja volt.

Björn halála után fiait, Eriket és Olafot társuralkodónak választották meg, ennek ellenére Erik kisemmizte unokaöccsét, Styrbjörn-t.

## Családja és leszármazottai
A Heimskringla alapján két fia ismert:
- Erik, a későbbi VI. Győztes Erik király[8]
- Olaf Bjarnarson vagy II. Olaf király[8]